# Wyclef Jean
Wyclef Jeanelle Jean (Croix-des-Bouquets (Haití), 17 d'octubre de 1969) és un músic i cantant raper i polític haitià-estatunidenc. Als nou anys, va emigrar amb la seva família als Estats Units. Va saltar a la fama amb el grup de hip-hop de Nova Jersey els Fugees.
El 2010, Jean va voler optar a les eleccions presidencials al seu país de naixement, però no complia el requisit de la llei electoral haitiana d'haver viscut els darrers 5 anys al país. L'ajuda humanitària de Jean a les víctimes del Terratrèmol d'Haití del 2010, àmpliament publicitades tant a Haití com als Estats Units, i que la fundació "Yéle Haiti" havia canalitzat des del 2005 al 2010, van quedar suspeses formalment el 2012.
El gener de 2017, Wyclef va anunciar que el seu àlbum J'ouvert sortirà a la venda el 3 de febrer de 2017.
El 2 de febrer de 2017, Wyclef va llançar el seu nou senzill "Ne Em Quitte Pas", En Version Française que va aparèixer al seu àlbum J'ouvert Deluxe. L'àlbum va ser publicat i gravat en 117 en el Billboard 200 i en 50 en els Hot American Albums. Es van llançar quatre altres senzills de l'àlbum "Life Matters", "The Ring", "Holding on the Edge" i "Little Things". El 9 de juny, Wyclef va anunciar en el seu Instagram que el Carnaval III: The Fall and Rise of a Refugee estarà disponible per preordenar el 22 de juny de 2017.